# 白花芍药
白花芍药（学名：Paeonia sterniana）是毛茛科芍药属的植物，是中国的特有植物。分布于中国大陆的西藏等地，生长于海拔2,800米至3,500米的地区，多生在山地林下，目前尚未由人工引种栽培。